# گایگوس دآلتامیروس
گایگس د آلتامیرس دهستانی در استان آبیلای اسپانیا است.
در این دهستان ۸۸ نفر زندگی می‌کنند. مساحت این دهستان ۲۰٫۶۳ کیلومتر مربع است.